# ستول ديميتريفسكي
ستول ديميتريفسكي (مواليد 25 ديسمبر 1993) هو لاعب كرة قدم مقدوني يلعب في مركز حارس المرمى في نادي رايو فايكانو.

## روابط خارجية
- ستول ديميتريفسكي على موقع الاتحاد الدولي (مؤرشف)  (الإنجليزية)
- ستول ديميتريفسكي على موقع الاتحاد الأوربي (الإنجليزية)
- ستول ديميتريفسكي على موقع قاعدة بيانات كرة القدم.إي يو (الإنجليزية)
- ستول ديميتريفسكي على موقع ناشيونال فوتبول تيمز (الإنجليزية)
- ستول ديميتريفسكي على موقع Soccerbase.com (لاعب) (الإنجليزية)
- ستول ديميتريفسكي على موقع Soccerway.com (الإنجليزية)
- ستول ديميتريفسكي على موقع عالم كرة القدم.نت (الإنجليزية)
- ستول ديميتريفسكي على موقع AS.com (الإسبانية)